# SBC

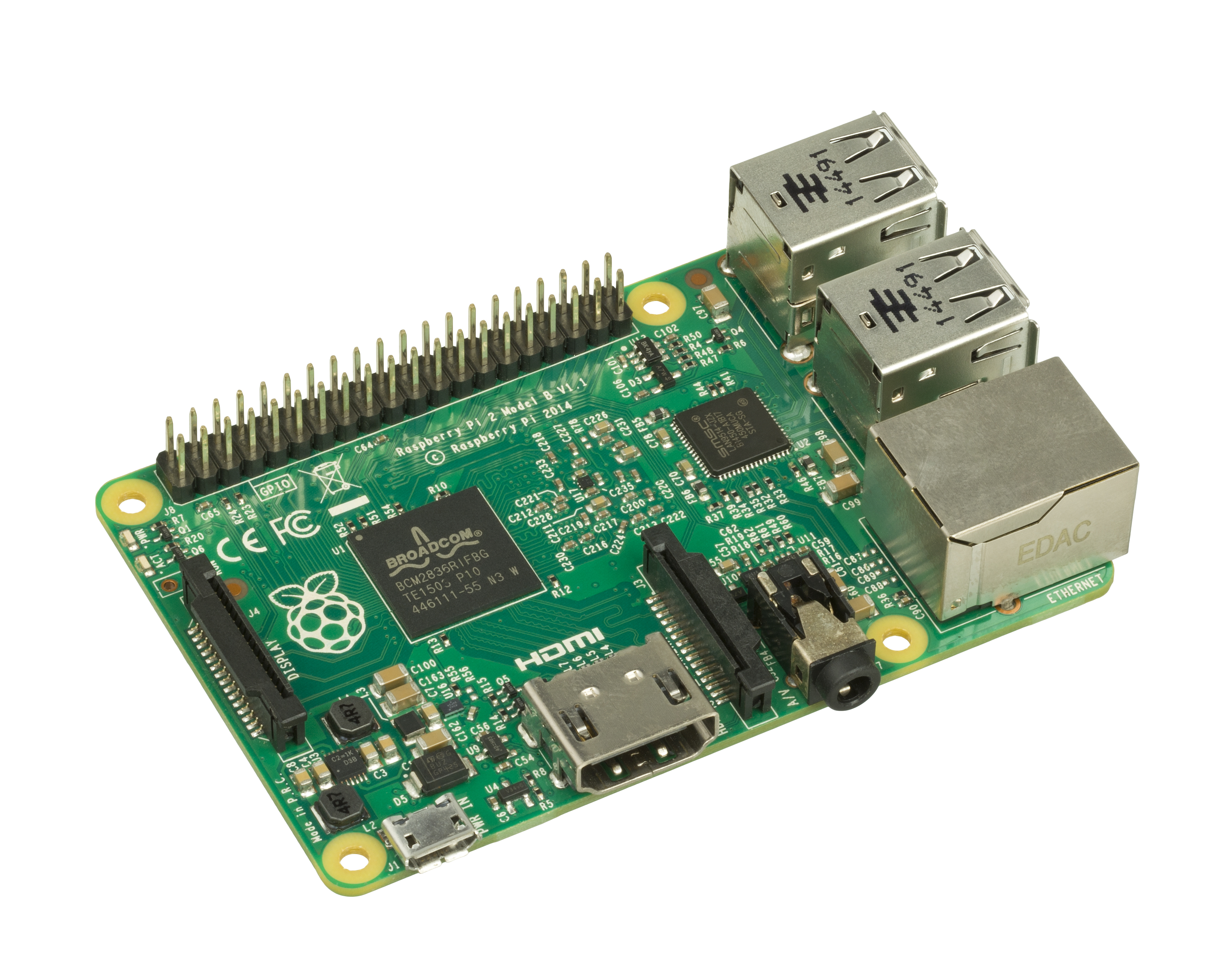
El Raspberry Pi (que es mostra el model 2B) és un ordinador de placa única de baix cost que s'utilitza sovint per ensenyar ciències de la computació

Un ordinador de placa única (SBC, de l'acrònim en anglès Single Board Computer), també anomenat Pocket Sized Computers (ordinadors de butxaca), és un ordinador complet construït sobre una sola placa de circuit, amb microprocessador (s), memòria, entrada/sortida (I/O) i altres característiques necessàries per a un ordinador funcional. Els ordinadors d'una sola placa es fabriquen habitualment com a sistemes de demostració o desenvolupament, per a sistemes educatius o per utilitzar-los com a controladors d'ordinador integrats. Molts tipus d'ordinadors domèstics o ordinadors portàtils integren totes les seves funcions en una sola placa de circuit imprès.

## Què són?
Aquests ordinadors petits estan compostos de:
- Microprocessador: el motor de l'ordinador, amb un circuit intern molt complex. La millora de prestacions dels processadors d'arquitectura RISC de la família ARM ha estat el puntal del renaixement i gran creixement actual d'aquesta tecnologia.
- Memòria RAM (de l'anglès: «Random Acces Memory»): s'utilitza com a memòria de treball d'ordinadors per al sistema operatiu, programes i la major part del software. Aquí, és on es donen les instruccions al microprocessador per executar.
- Perifèrics: Són elements auxiliars i independents d'un ordinador, connectats a la UCP. Són considerats elements perifèrics, aquells que permet a l'ordinador la comunicació amb l'exterior i als sistemes que emmagatzemen.

Amb aquesta informació, podem arribar a la conclusió que una SBC és un ordinador reduït a tan sols una placa computadora, amb tots els requeriments necessaris per funcionar. La seva principal funció és la mateixa que la d'un PC, però a nivell més industrial, gràcies a la seva facilitat i mobilitat. També tenen una funció d'ensenyament, ja que diverses SBC's estan pensades per a l'ús infantil, per tal de promoure la informàtica entre els més joves.

## Història

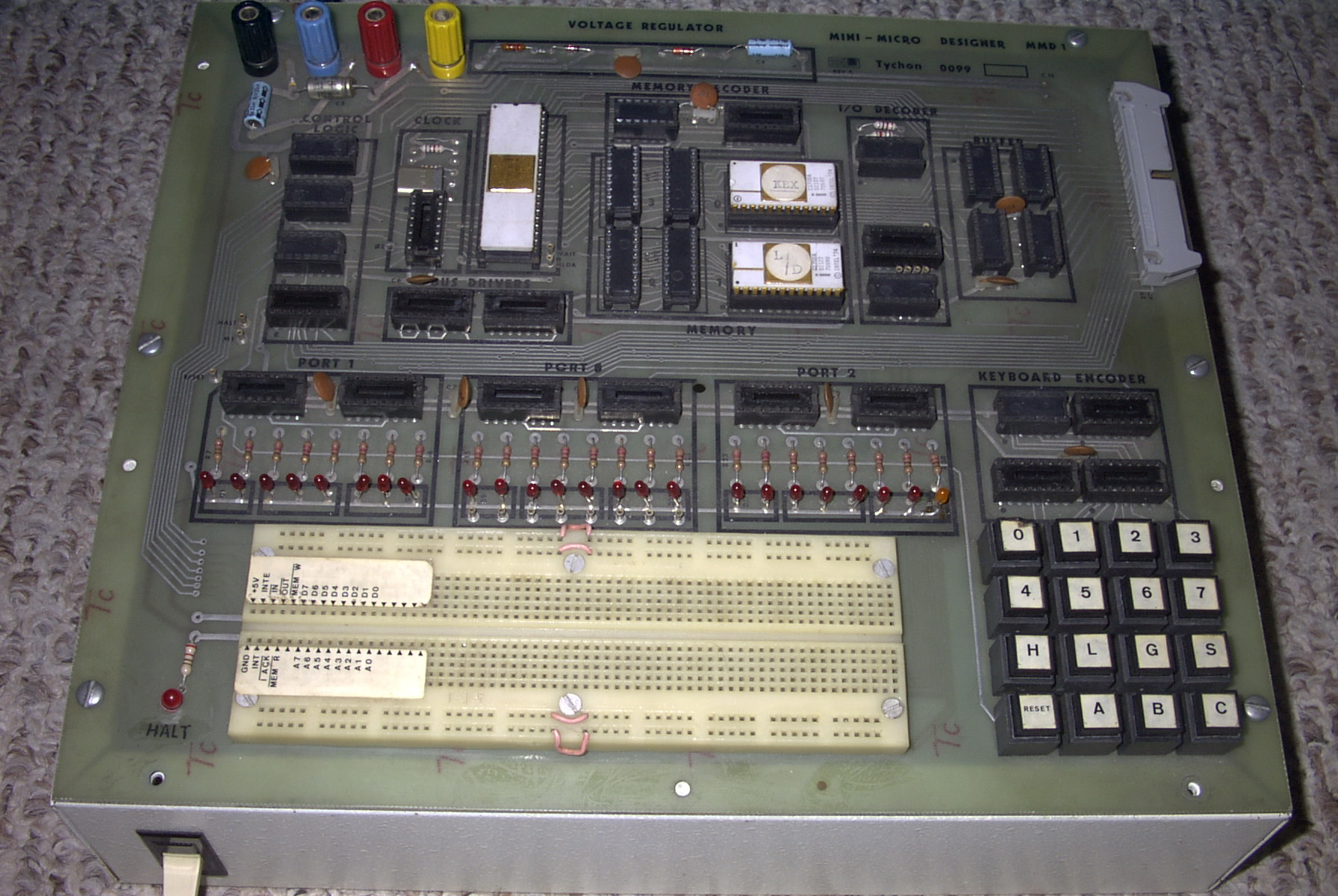
Un primer MMD-1, el primer ordinador d'una sola placa del món, amb la majoria de xips eliminats

El primer ordinador veritable d'una sola placa es va basar en l'Intel C8080A, també utilitzant la primera EPROM d'Intel, la C1702A. Els esquemes de la màquina, anomenats dyna-micro, es van publicar a la revista Radio-Electronics el maig de 1976. Més tard aquell any, la producció del sistema va començar per E&L Instruments, un fabricant d'ordinadors amb seu a Derby, Connecticut, que va marcar el sistema com a «MMD-1», que vol dir Mini-Micro Designer 1, amb la intenció d'utilitzar-lo com a microcontrolador programable per crear prototips de productes electrònics. L'MMD-1 es va fer famós com a exemple de microordinador a la popular sèrie d'instruccions 8080 de l'època.
Més tard van treure a la venda la «MMD-2», que n'era una versió més avançada. L'any 2016, es podia comprar la «MMD-2» a amazon.com. Podem dir que és més aviat una peça de col·leccionista. Així mateix, l'any 1976 també es va llençar al mercat la SBC «KIM-1», desenvolupada i produïda per MOS Technology, Inc. Es va fer molt popular gràcies a ser molt econòmica i la facilitat per adquirir-ne una.
Més tard, amb el desenvolupament dels PC i la seva arribada al mercat de consum, el món de les SBC es va alentir i no es van dedicar gaires esforços en el seu desenvolupament. En l'actualitat, s'hi ha tornat a dedicar esforços i inversions per part de diverses empreses i col·lectius. Les SBC han anat millorant considerablement gràcies a diversos avenços tecnològics, com per exemple el grafè, que a l'hora de fer els circuits interns fa que siguin més ràpids i eficients. Moltes empreses han posat diners en les SBC, com per exemple UDOO, Raspberry i SECO.
A finals de la dècada de 2010 i principis de la dècada de 2020, molts dispositius, inclosos telèfons intel·ligents, tauletes, ordinadors portàtils i altres dispositius intel·ligents, funcionen amb ordinadors d'una sola placa que utilitzen SoCs avançats (System on a Chip). Tot i que això ha augmentat molt el rendiment i l'eficiència energètica, ha generat la preocupació que els ordinadors d'una sola placa, especialment els construïts al voltant dels SoC, siguin més difícils de reparar i poden ser menys amigables amb els intents de controlar o modificar les instruccions programades a les plaques pels fabricants.

## Diferències entre una SBC i un PC.
Hi trobem tres diferències molt destacables:
- Aspectes físics: Les SBC són molt més petites, mòbils i lleugeres. Els PC són molt més pesats i grans. A més podem observar que les SBC estan constituïdes per molt pocs components, i els PC en porten molts, a més d'extres.
- Aspectes econòmics: Els ordinadors de sobretaula són molt més cars que les SBC, ja que porten molts més components. Com que les SBC consten de molt pocs elements, són molt més econòmiques.
- Aspectes interns: Les SBC solen tenir un rendiment inferior al d'un PC convencional. Acostumen a poder funcionar amb alguna distribució Linux, encara que avui en dia podem trobar imatges de diversos sistemes operatius adaptades per a fer-les funcionar: des d'Android L, fins al Windows 10. També solen tenir menys RAM que els PC, a més de que no són ampliables com ho acostumen a ser aquests.

## Taula avantatges i desavantatges
En aquesta taula trobarem alguns dels avantatges i desavantatges resumits:
| Avantatges           | Desavantatges                            |
| -------------------- | ---------------------------------------- |
| Són molt lleugeres   | No són tan eficaces                      |
| Són molt econòmiques | No van molt ràpid                        |
| Són molt petites     | No tenen memòria molt ample              |
| Són molt mòbils      | No tenen les mateixes funcions que un PC |

## Fabricants
Actualment hi ha un gran auge d'aquest tipus d'ordinadors. A causa del seu baix cost es fan servir molt en entorns educatius. Les més populars del mercat actualment serien: 
- Raspberry Pi: La fundació Raspberry Pi és una organització benèfica, fundada en 2009 per promoure l'estudi de la computació bàsica, amb les SBC's. Aquesta fundació, amb el temps ha anat traient a la venda moltes SBC, i no precisament destinades a un ús industrial, sinó educatiu. De manera que a la primària en diverses escoles dels EUA, ja treballen la programació amb la Raspberry PI. És una bona manera d'ensenyar des de ben petits, aquest món de la informàtica tan complex.
- Arduino: és una empresa de maquinari i programari, l'objectiu de la qual és fomentar l'electrònica i la robòtica entre els joves. Ha llançat a la venda diverses plaques les quals tenen usos diferents de les SBC, encara que les podem considerar com aquestes.

### Altres
- UDOO: És una empresa formada per SECO USA Inc. i Aidilab, en col·laboració amb un equip d'investigadors amb experiència en el disseny d'interacció, amb el hardware i software, l'electrònica i la ciència cognitiva. Aquesta empresa va néixer a Itàlia el 2013. Fabriquen plaques a mig camí d'una Raspberry PI i d'un Arduino.

## Aplicacions
Els ordinadors d'una sola placa van ser possibles augmentant la densitat de circuits integrats. Una configuració d'una sola placa redueix el cost global d'un sistema, reduint el nombre de plaques de circuit necessàries i eliminant connectors i circuits de controlador de bus que s'utilitzarien d'una altra manera. En posar totes les funcions en una sola placa, es pot obtenir un sistema global més petit, per exemple, com en els ordinadors portàtils. Els connectors són una font freqüent de problemes de fiabilitat, de manera que un sistema de placa única elimina aquests problemes.
Els ordinadors d'una sola placa ara es defineixen habitualment en dues arquitectures diferents: sense ranures i suport de ranures.
Els SBC incrustats són unitats que proporcionen totes les E/S necessàries sense cap disposició per a targetes endollables. Les aplicacions solen ser jocs (màquines escurabutxaques, vídeo pòquer), quiosc i automatització de control de màquines. Els SBC incrustats són molt més petits que la placa base de tipus ATX que es troba als ordinadors i proporcionen una combinació d'E/S més orientada a una aplicació industrial, com ara E/S digital i analògica integrada, memòria flash d'arrencada a bord (eliminant la necessita una unitat de disc), sense vídeo, etc.
El terme ordinador de placa única ara s'aplica generalment a una arquitectura on l'ordinador d'una sola placa està connectat a un pla posterior per proporcionar targetes d'E/S. En el cas del PC104, el bus no és un pla posterior en el sentit tradicional sinó que és una sèrie de connectors de pins que permeten apilar les plaques d'E/S.
Els ordinadors d'una sola placa s'utilitzen amb més freqüència en situacions industrials on s'utilitzen en format de muntatge en bastidor per al control de processos o s'incorporen a altres dispositius per proporcionar control i interfície. S'utilitzen en l'exploració d'aigües profundes a les sondes de fons ALICE i a l'espai exterior, als coets Ariane i Pegasus i al transbordador espacial. A causa dels alts nivells d'integració, recomptes de components reduïts i recomptes de connectors reduïts, els SBC solen ser més petits, més lleugers, més eficients energèticament i més fiables que els ordinadors multiplaca comparables.
El principal avantatge d'una placa base ATX en comparació amb un SBC és el cost. Les plaques base es fabriquen milions de persones per als mercats de consumidors i d'oficines, la qual cosa permet grans economies d'escala. Els ordinadors de placa única són un nínxol de mercat i es fabriquen amb menys freqüència i amb un cost més elevat. Les plaques base i els SBC ara ofereixen nivells similars d'integració de funcions, el que significa que una fallada de la placa base en qualsevol dels estàndards requerirà un reemplaçament equivalent.